# 브레게 알리제

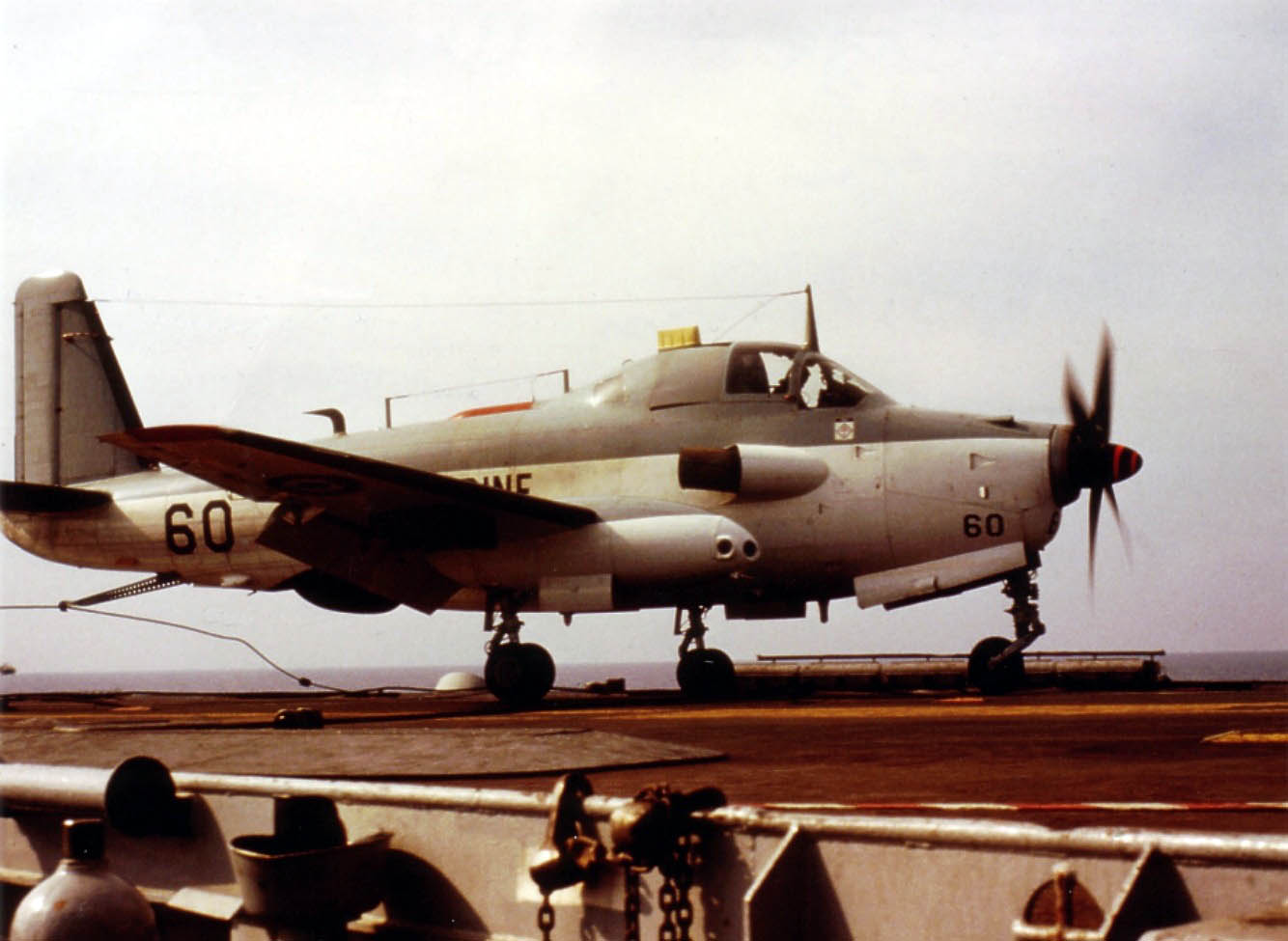
1991년 걸프전에 참전한 브레게 알리즈

브레게 알리즈는 1950년대에 개발된 프랑스의 항공모함 탑재용 대잠전기이다. 승무원 3명, 최대이륙중량 8.2톤, 단발 터보프롭 엔진을 사용하는 프로펠러기이다. 어뢰, 폭탄, 로켓포, 미사일 등을 장착할 수 있다.

## 걸프전
1990년 프랑스 툴롱항에 정박해 있는 만재배수량 33,000톤의 클레망소 항공모함이 승무원 1천여명, 40대의 헬기, 4대의 브레게 알리즈 프로펠러기를 탑재하고 걸프전을 위해 출항할 것이다. 6대의 퓨마 전투용 헬기와 60명의 기술진이 툴롱항으로 이동했다. 2011년 현재 한국은 만재배수량 19,000톤의 독도함, 퓨마를 국산화 한 수리온과 브레게 알리즈(8.2톤) 보다는 작은 KA-1(3.3톤) 프로펠러 공격기를 보유하고 있다.

## 제원
정보의 출처: Jane's Civil and Military Upgrades 1994-95
일반 특성
- 승무원: 3명: 조종사, 항법사, 레이다
- 길이: 13.86 m (45 ft 5¾ in)
- 날개폭: 15.60 m (51 ft 2 in)
- 높이: 5.00 m (16 ft 5 in)
- 날개면적: 36.0 m² (387.5 ft²)
- 공허중량: 5,700 kg (12,566 lb)
- 최대이륙중량: 8,200 kg (18,078 lb)
- 엔진: 1× Rolls-Royce Dart RDa.7 Mk 21 turboprop, 1,565 kW (2,100 ehp)

성능
- 최대속도: 518 km/h (280 kn, 322 mph) at 3,050 m (10,000 ft), 460 km/h (248 knots, 286 mph) at sea level
- 순항속도: 240-370 km/h (130-200 knots, 149-230 mph) (patrol speed)
- 항속거리: 2,500 km (1,349 nmi, 1,553 mi)
- 상승한도: 8,000 m (26,250 ft)
- 상승률: 7.0 m/s (1,380 ft/min)
- 날개하중: 229 kg/m² (46.9 lb/ft²)
- 출력대중량비: 190 kW/kg (0.12 hp/lb)

무장
- 어뢰 (내부무장)
- 폭탄, 로켓포, 미사일 (외부무장)